# Johannes Wilhelmus Boerbooms
Johannes Wilhelmus Boerbooms (Arnhem, 7 november 1849 - Scheveningen, 8 juli 1899) was een Nederlands architect die vooral bekend werd door een aantal katholieke kerken in neogotische stijl.

## Leven en werk
Boerbooms was een leerling van P.J.H. Cuypers, voor wie hij opzichter was bij de bouw van diens kerk in Brussel. In zijn eigen werk vertoonde hij echter meer verwantschap met het werk van Alfred Tepe en het St. Bernulphusgilde door een sterke invloed van de late Nederrijnse gotiek.
Vanaf 1894 restaureerde hij het koor van de Sint-Eusebiuskerk in zijn geboortestad Arnhem.
Van de hand van Boerbooms zijn zes kerken bekend, waarvan de Sint-Werenfriduskerk in Zieuwent (voltooid in 1899) als zijn beste werk wordt beschouwd. Andere bekende werken zijn de Mariakerk in Apeldoorn, die wegens Boerbooms' vroege overlijden werd voltooid door Jos.Th.J.Cuypers en Jan Stuyt, de O.L. Vrouw Visitatie in Velp en de Sint-Willibrordus in Vilsteren. Voor de Sint-Martinusparochie te Sneek, de geboortestad van zijn vrouw, ontwierp Boerbooms een kerkhofkapel. Sinds de restauratie in 1995 herbergt deze kapel enkele glas-in-loodramen uit de gesloten Sint Martinuskerk te Foxham. Verder ontwierp Boerbooms enkele scholen en het Elisabeths Gasthuis in Arnhem. Bij dit laatste gebouw paste hij de neorenaissance-stijl toe.